# N171 (België)
De N171 is een gewestweg in de Belgische provincie Antwerpen en verbindt de N1 op de grens van Edegem en Hove met de Pierstraat in Reet, die via Aartselaar verderloopt naar de N177 en de A12. De totale lengte van de N171 bedraagt ongeveer 7 kilometer.
De N171 werd aangelegd op de berm van de oude spoorlijn 61 tussen Mortsel en Aalst.

## Doortrekking
Begin 2011 maakte het Agentschap Wegen en Verkeer zijn plannen bekend om de N171 van aan de Eikenstraat in Reet door te trekken via de A12 tot in het Industriepark Krekelenberg in Boom. De eerste twee fases omhelsden de aanleg van de zogenaamde "Banaan", een verbinding tussen Krekelenberg en de A12 met een lengte van 1 kilometer. Er werd een concrete planning opgesteld en in het voorjaar van 2011 startten de voorbereidende werken. De werken werden op 25 oktober 2012 aanbesteed en gingen in juni 2013 van start. In juli 2015 werd de weg samen met enkele fietstunnels opengesteld voor het verkeer. Bij de A12 heeft de N171 een rotonde boven de autoweg. Hier werden ook al aansluiting voor de aansluiting van de oostelijke N171 voorzien (fase drie).
De derde fase, de doortrekking van de 'Expresweg' van de Eikenstraat in Reet tot de A12 ten noorden van Boom, was in bij de inhuldiging van de tweede fase in 2015, voorzien voor 2018. In 2017 werd die uitgesteld naar 2019 omwille van het aanslepen van onteigeningen. In 2023 werd de start van de werken nog verder opgeschoven naar 2027 of 2028. 
Tijdens het MER-onderzoek, dat liep in 2022, werden er meerdere varianten onderzocht. Uiteindelijk werd gekozen voor het "doorstromingsalternatief". Hierbij is er een minimale uitwisseling met andere wegen en wordt er ter hoogte van het "bosje" naast de wijk Kleine Landeigendom in Reet een overkapping voorzien. De aansluiting met de Pierstraat in Reet gebeurt via een Hollands complex.
De opmaak van het definitieve ontwerp en de omgevingsvergunningsaanvraag is voorzien voor 2024.
De lengte van de nieuwe weg in de derde fase bedraagt 2,5 kilometer.

## Masterplan
In het kader van het Masterplan Mobiliteit Antwerpen zal de tramlijn tussen Antwerpen en Mortsel doorgetrokken worden via de N1 en de N171 tot in het dorp van Kontich.

## Plaatsen langs de N171
- Edegem
- Kontich
- Reet
- Boom
- Niel

## N171a
De N171a is een verbindingsweg van de N171 bij Boom. De weg verbindt de N177 met het industrieterrein Boom-Krekelenberg (N148). Door de aanleg van de N171 is de N171a niet meer volledig aan elkaar gesloten. Ook zal naar alle waarschijnlijkheid enkele delen omgenummerd worden naar de N171 zodra deze weg klaar is. In begin 2016 liep de route van de N171a via de 's Herenbaan en Tunnelweg. De 's Herenbaan en Tunnelweg zijn niet aan elkaar aangesloten.